# Александра Мељниченко
Александра Мељниченко (девојачко Николић; Београд, 21. април 1977) српска је милијардерка, филантроп и бивши модел и певачица. Супруга је руског милијардера Андреја Мељниченка.

## Детињство и младост
Александра Мељниченко је рођена 1977. године у Београду, где је и одрасла. Отац Србин по занимању био је архитекта, а мајка Хрватица уметница. Од распада Југославије, Александра има и српско и хрватско држављанство.
Завршила је Једанаесту београдску гимназију, након чега уписује Факултет за међународни менаџмент у Београду.

## Каријера
Са 15 година, Александру охрабрују да постане модел. Она путује са својим родитељима у Милано, Париз и Лондон, где ради за неколико модних брендова и добија међународно признање као модел. За време манекенске каријере, снимила је спотове са певачима Здравком Чолићем, Жељком Самарџићем и Цецом. Године 1996, постаје једна од чланица оригиналне поставе денс-поп женске групе Моделс, заједно са Мими Карановић, Иваном Берендиком и Иваном Стаменковић и постижу велику популарност у Србији и региону. Напустила је групу 2001. године.
Александра се моделингу враћа 1998. и започиње сарадњу са водећим међународним агенцијама. Наредне четири године проводи радећи у Милану и Барселони, где учествује у великом броју рекламних кампања, како у штампаним медијима, тако и на телевизији.

## Лични живот
Александра је упознала руског предузетника Андреја Мељниченка на југу Француске 2003. године. Две године касније, у септембру 2005, венчали су се на Азурној обали организујући раскошну свадбу, на којој су, између осталих, наступале Витни Хјустон и Кристина Агилера.
Ћерку Тару су добили 2012, а сина Адријана 2017. године.
Александра се фокусира на филантропију, углавном подржавајући дечје образовање и уметност. Породична фондација и компаније у које су Мељниченкови уложили је временом донирала приближно 500 милиона долара у добротворне сврхе.
Александра Мељниченко и њен супруг поседују знатну колекцију уметничких дела, међу којима и два дела из серије „Локвањи” Клода Монеа као и бројне комаде намештаја из 18. века.
Такође поседују две суперјахте, које је дизајнирао Филип Старк: Једрењак А и Моторну јахту А (М/Y A), чије су изградње наводно коштале 500 милиона и 350 милиона долара, тим редом и сматрају се „једним од најнапреднијих суперјахти са иновацијама добрим по околину”. Јахту А (М/Y A) је 12. марта 2022. запленила италијанска полиција у складу са мерама против руских олигарха.
Дана 8. марта 2022, Андреј Мељниченко је супрузи преписао власништво над своје две компаније, дан пре него што га је санкционисала Европска унија. Почетком јуна и сама Александра се нашла на мети санкција, јер је „имала значајне користи од богатства свог супруга”.
У јуну 2023, српска певачица Сара Јо је у сарадњи са реперком Мими Мерцедез објавила песму „Сандра Мељниченко” на свом дебитанском албуму Без контроле.